# Bora Todorović

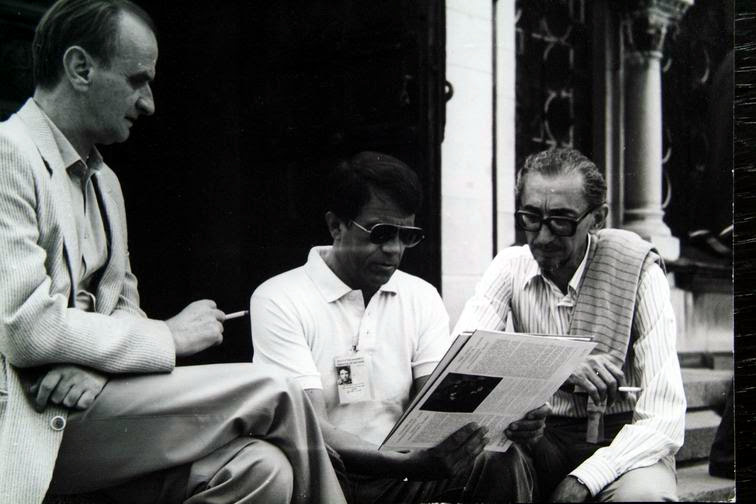
Todorović (Mitte) im Jahr 1982 in Budva mit den Autoren Borislav Mihajlović (links) und Borislav Pekić (rechts)

Bora Todorović (* 5. November 1930 in Belgrad als Borivoje Todorović; † 7. Juli 2014 ebenda) war ein serbischer Schauspieler, der zwischen den Jahren 1956 und 2009 in über 100 Film- und Fernsehproduktionen vor der Kamera stand. Darunter in Filmen wie Schritte im Nebel, Traumtänzer, Balkan-Express, Die Zeit der Zigeuner oder Underground.

## Leben und Karriere
Bora Todorović, geboren als Borivoje Todorović 1930 in Belgrad, war in seiner über 50-jährigen Filmkarriere ein vielbeschäftigter und gefragter Schauspieler. Angefangen als Nebendarsteller in kleinen Rollen, arbeitete er sich mit den Jahren kontinuierlich nach oben, nachdem seine ältere Schwester Mira Stupica ihn mit ihrer Leidenschaft für die Schauspielerei begeistert hatte, obwohl er ursprünglich keine Pläne hatte eine Schauspielkarriere zu verfolgen. Sein Vater starb, als er ein Kind war. Nach Realschule und abgeschlossenem Wehrdienst, schrieb er sich in der Belgrader Schauspielkunstakademie ein und spielte danach auf der Bühne des Belgrader Schauspieltheaters. Von 1957 an lebte und wirkte er hauptsächlich in Zagreb, bis er 1961 schließlich wieder nach Belgrad zurückkehrte. Zwischen 1961 und 1983 war Bora ein Mitglied des Atelje 212 einem bekannten Theater in Belgrad, wo er verschiedene Rollen spielte.
Im Oktober 2002 erschien er auf der Theaterbühne Zvezdara in Belgrad in dem Stück Larry Thompson.
Den Durchbruch als populärer Schauspieler im Kino schaffte er allerdings erst Mitte der 1960er Jahre in der Rolle des Murdja in Zorz Skrigins Kriegsfilm Schritte im Nebel. Zu Beginn der 1980er Jahre hatte er im Kino markante Auftritte in Aleksandar Đorđevićs Komödie Traumtänzer oder in Goran Paskaljevićs Drama Sonderbehandlung. In der international besetzten Komödie Die Ballade von Lucy Jordan von Regisseur Dušan Makavejev spielte er die Rolle des Alex Rossignol. Darüber hinaus sah man ihn in Goran Paskaljevićs Drama Dämmerung und in Branko Baletics Kriegskomödie Balkan-Express. 1988 besetzte ihn der Regisseur Emir Kusturica in seinem Film Die Zeit der Zigeuner in der zweiten männlichen Hauptrolle des Ahmed. In Kusturicas preisgekrönter Politgroteske Underground Mitte der 1990er Jahre spielte er ebenfalls mit.
Von 1961 an bis 2007 hatte Todorović zahlreiche Auftritte in Fernsehfilmen und in Episoden namhafter Fernsehserien in seiner Heimat. Todorovic arbeitete bis ins hohe Alter. Seine letzte Rolle spielte er 2009 in dem Kriegsdrama Sveti Georgije ubiva azdahu unter der Regie von Srđan Dragojević.
Im November 2002 erhielt er den Lifetime Achievement Award Pavle Vujisić für seine Rollen in Film und Fernsehen, im Dezember 2006 erhielt er den Lifetime Achievement Award Dobričin prsten für seine Rollen im Theater.
In seinen letzten Tagen wechselte Bora Todorović seinen Wohnort zwischen Prag und Belgrad. Am 7. Juli 2014 starb Bora Todorović im Alter von 83 Jahren in seiner Heimatstadt Belgrad.
Er war mit Carolyn Kilkka verheiratet, mit der er zwei Kinder hatte, Dana und Tara. Der 1965 in Belgrad geborene Musiker und Schauspieler Srđan Todorović ist sein Sohn aus seiner früheren Ehe mit Snežana Matić.

## Auszeichnungen
- 2002: Lifetime Achievement Award Pavle Vujisić
- 2006: Lifetime Achievement Award Dobričin prsten

## Filmografie (Auswahl)
- 1956: U mrezi
- 1967: Schritte im Nebel (Koraci kroz magle)
- 1980: Wer singt denn da? (Ko to tamo peva)
- 1980: Traumtänzer (Avanture Borivoja Surdilovica)
- 1980: Sonderbehandlung (Poseban tretman)
- 1981: Die Ballade von Lucy Jordan (Montenegro)
- 1982: Dämmerung (Twilight Time)
- 1983: Balkan-Express (Balkan ekspres)
- 1988: Die Zeit der Zigeuner (Dom za vešanje)
- 1995: Underground
- 2009: Sveti Georgije ubiva azdahu